# Bazurto
Bazurto,  é uma série de televisão colombiana, criada em 2014 por Caracol Televisión, em co-produção com a CMO Producciones. É protagonizada por Carmen Villalobos e Miguel de Miguel, com as participações especiais de Fernando Solórzano, Tatiana dos Rios e Khris Cifuentes.

## Elenco
- Carmen Villalobos, como Flora María Díaz
- Miguel de Miguel, como Vicente Domínguez de Alba
- Fernando Solórzano, como Harvey Noriega
- Tatiana dos Rios, como Mireya Heredia
- Alfonso Olave, como Dixon Steven Díaz
- Khris Cifuentes, como Watusi Herrera
- Matilde Lemaitre, como Sofia Domínguez
- Alejandro Otero, como Imanol Otero
- Tatiana Rentería, como  Silvia Barrero
- Carlos A. Buelvas, como Marcos Barraza
- Ignacio Meneses, como Pablo Nuñez
- Édgar Vittorino, como Candelario Díaz
- Julián Díaz, como 'Maximiliano Martelo
- Eduardo López, como Ronald Agua Mala
- Juan Calderón, como Vladimir Caresapo
- Gianina Arana, como Karen
- Rashed Estefenn, como Genaro Calvache
- Bryan Moreno, como Robinson Noriega
- Ivette Zamora, como Belén Candanosa
- Nina Caicedo, como Celina
- Héctor Durango, como Sabroso
- Pedro Rendón, como Johnny
- Waldo Urrego, como Sombra
- Juan Carlos Solarte, como Coronel Adolfo Torres
- Lina Restrepo, como Sandra Liliana Quinto[4]

## Prêmios e Nomeações

### Prêmio Talento Caracol
| Ano  | Categoria                | Nomeação                                               | Resultado |
| ---- | ------------------------ | ------------------------------------------------------ | --------- |
| 2015 | Melhor Série             | Melhor Série                                           | Indicado  |
| 2015 | Melhor Atriz Protagônica | Carmen Villalobos                                      | Indicado  |
| 2015 | Melhoor Ator Protagônico | Miguel de Miguel                                       | Indicado  |
| 2015 | Melhor Ator Antagônico   | Fernando Solórzano                                     | Indicado  |
| 2015 | Melhor Beijo             | Flora (Carmen Villalobos) e Vicente (Miguel de Miguel) | Indicado  |